# Baby please
«Baby please» (del inglés: "Bebé, por favor") es una canción proveniente del segundo álbum de estudio Memorama, de la banda mexicana de pop punk, Allison, de esta canción proviene su tercer video y sencillo del mismo disco.

## Lista de canciones

### Sencillo - CD[4]
| Baby please — Single |               |          |  |
| N.º                  | Título        | Duración |  |
| 1.                   | «Baby please» | 2:36     |  |

## Créditos
- Erick Canales - Voz , Guitarra
- Abraham Isael Jarquín Guitarra
- Manuel Ávila "Manolín" Bajo, Coros
- Diego García Stommel - Batería

## Posicionamiento en listas
| Lista (2008)            | Puesto |
| ----------------------- | ------ |
| México (Los 40)         | 36     |
| Paraguay (Radio Latina) | 89     |